# مذبحة سان يسيدرو ماكدونالدز
وقعت مذبحة سان يسيدرو ماكدونالدز في 18 يوليو 1984، عندما أطلق جيمس هوبرتي البالغ من العمر 41 عامًا النار القاتل على 21 شخصًا وأصاب 19 آخرين، وذلك في إطلاق نار جماعي على مطعم ماكدونالدز في حي سان يسيدرو في سان دييغو، كاليفورنيا، قبل أن يُقتل بواسطة قناص الشرطة.
تم تصنيف إطلاق النار هذا على أنه الأكثر دموية في إطلاق النار الجماعي في الولايات المتحدة حتى وقعت حادثة لوبي عام 1991 في كيلين، تكساس.

## سلسلة الأحداث

### ما قبل الحادث
في 15 يوليو 1984، أخبر جيمس هوبرتي زوجته إتنا، أنه يشتبه في أنه قد يكون لديه مشكلة عقلية. بعد يومين، وفي صباح يوم 17 يوليو، اتصل بعيادة للصحة النفسية يطلب موعدًا. ترك تفاصيل الاتصال به مع موظف الاستقبال، الذي طمأنه بأن العيادة ستعيد مكالمته خلال ساعات. ووفقا لما تقوله زوجته، جلس بهدوء بجانب الهاتف لعدة ساعات، في انتظار معاودة الإتصال، قبل أن يخرج فجأة من منزل العائلة ويركب إلى جهة مجهولة على دراجته النارية. وبدون علم هوبرتي، كان موظف الاستقبال قد أخطأ في كتابة اسمه حيث كتب "Shouberty".أوحى سلوكه المهذب الإحساس لموزع الهاتف بعدم وجود حاجة ملحة. لذلك، قام هذا الأخير بتسجيل المكالمة تحت عنوان «ليست أزمة»، ليتم التعامل معها في غضون 48 ساعة. أثناء المشي، أخبر هوبرتي زوجته أنه يعتقد أن حياته قد انتهت بالفعل. وفي إشارة إلى فشل عيادة الصحة العقلية في إعادة مكالمته الهاتفية في اليوم السابق، قال: «حسنًا، حظي المجتمع بفرصة». بعد تناول الغداء في مطعم ماكدونالدز في حي كليرمونت في سان دييغو، عادت عائلة هوبرتي إلى المنزل.
بعد ذلك بوقت قصير، مشى هوبرتي إلى غرفة نومه بينما كانت زوجته مستلقية على السرير ومتعبة من حرارة اليوم. قام بتغيير ملابسه ولبس قميصًا أحمر وسروال أخضر مموه. ثم انحنى تجاهها وقال: «أريد أن أودعك بقبلة». فسألته إتنا إلى أين هو ذاهب، فأجاب أنه «ذاهب للصيد... يصطاد البشر».  وهو يحمل حزمة ملفوفة في بطانية مزخرفة، نظر هوبرتي نحو ابنته الكبرى، زيليا، بينما كان يمشي باتجاه الباب الأمامي لمنزل العائلة وقال: «وداعًا، لن أعود». قاد سيارته أسفل شارع سان يسيدرو. وفقًا لشهود عيان، توجه أولاً نحو سوبر ماركت بيج بير ثم باتجاه فرع مكتب البريد الأمريكي، قبل دخوله موقف السيارات في مطعم ماكدونالدز الموجود على بعد حوالي 180 م (200 ياردة) من شقته.

### اطلاق الرصاص
في حوالي الساعة 3:56 مساءً في 18 يوليو، قاد جيمس هوبرتي سيارته السوداء ميركوري سيدان إلى ساحة انتظار مطعم ماكدونالدز في سان يسيدرو بوليفارد. وكان في حوزته مسدس شبه آلي من طراز براوننج إتش بي 9 ملم، وكاربين عوزي 9 ملم، وشوزن من نوع وينشستر 1200، وحقيبة القماش مملوءة بمئات من طلقات الذخيرة لكل سلاح. كان هناك ما مجموعه 50 زبوناً داخل المطعم.
عند دخوله إلى المطعم بعد دقائق، صوَّب هوبرتي أولاً بندقيته على موظف يبلغ من العمر 16 عامًا يدعى جون أرنولد. صاح المدير المساعد، غييرمو فلوريس، «يا جون، هذا الرجل سوف يطلق النارعليك!» وفقا لأرنولد، عندما سحب هوبرتي الزناد، «لم يحدث شيء». عندما تفقد هوبرتي بندقيته، بدأ مدير المطعم، نيفا كاين البالغة من العمر 22 عامًا، تسير باتجاه مركز خدمة المطعم في اتجاه أرنولد، بينما بدأ أرنولد - اعتقادًا بأنها مزحة بغيضة - في الابتعاد عن المسلح. أطلق هوبرتي النار من بندقيته باتجاه السقف قبل توجيه العوزي إلى كين، فأطلق النار عليها مرة واحدة أسفل عينها اليسرى. توفيت كين بعدها بدقائق.
بعد إطلاق النار على كين مباشرة أطلق هوبرتي النار من بندقيته على أرنولد، فأصاب المراهق في صدره، قبل أن يصرخ بتعليق مفاده «الجميع على الأرض». أشار هوبرتي إلى جميع الحاضرين في المطعم باسم «الخنازير القذرة»، قائلاً إنه قتل الآلاف وأنه يعتزم «قتل ألف أخرى». عند سماع صوت هوبرتي الصاخب ورؤية كاين وأرنولد مصابين بطلق ناري، حاول أحد الزبائن، وهو فيكتور ريفيرا، البالغ من العمر 25 عامًا، إقناع هوبرتي بعدم إطلاق النار على أي شخص آخر. رداً على ذلك، أطلق هوبرت النار على ريفيرا 14 مرة، وصرخ مرارًا وتكرارًا «الصمت» بينما كان ريفيرا يصرخ من الألم.
ولأن معظم الزبائن حاولوا الاختباء أسفل الطاولات وأكشاك الخدمة، حول هوبرتي انتباهه نحو ست نساء وأطفال قد تجمعوا معًا. فأول ما قتل ماريا كولمينيرو سيلفا ذات 19 عامًا، بعيار ناري واحد في الصدر، ثم أطلق النار بشكل قاتل على كلوديا بيريز البالغة من العمر تسعة أعوام في المعدة والخد والفخذ والورك والساق والصدر، الظهر، الإبط، ثم جرح شقيقة بيريز البالغة من العمر 15 عامًا إميلدا في صدرها بنفس السلاح، وأطلق النار على أورورا بينيا البالغة من العمر 11 عامًا بالبندقية. كانت بينيا - التي أصيبت في البداية في ساقها - محمية من قبل عمتها الحامل، جاكي ريس البالغة من العمر 18 عامًا. أطلق هوبرتي النار بالعوزي على رييس 48 مرة. فأصبحت جثة هامدة بجانب والدتها، جلس كارلوس رييس، البالغ من العمر ثمانية أشهر، وبكى، فصرخ هوبرتي وقتل الطفل بطلقة واحدة في وسط الظهر.
أطلق هوبرتي النار على سائق شاحنة يبلغ من العمر 62 عامًا اسمه لورانس فيرسلو، قبل أن يستهدف إحدى العائلات بالقرب من منطقة اللعب بالمطعم، حاول لورانس فيرسلو حماية أطفالهم أسفل الطاولات. فقامت بليث ريغان هيريرا (البالغة من العمر 31 عامًا) بحماية ابنها البالغ من العمر 11 عامًا، ماتاو، أسفل طاولة، وزوجها رونالد كان يحمي كيث توماس البالغ من العمر 12 عامًا. بدأ هوبرتي بإطلاق النار على أشخاص الذين يجلسون في المطعم وهو يمشي نحو أولئك الذين كانوا تحت الطاولات. وحث رونالد هيريرا توماس الصبي على عدم التحرك وحماه بجسده. أصيب توماس في كتفه وذراعه ومعصمه ومرفقه الأيسر، لكنه لم يصب بجروح خطيرة؛ أصيب رونالد هيريرا بالرصاص ثماني مرات في المعدة والصدر والذراع والرأس لكنه نجا. بينما قُتلت زوجته، بليث، وابنه، ماتاو، بعدة أعيرة نارية في الرأس.
| - إلسا هيرليندا بوربوا-فيرو (19) - نيفا دنيس كين (22) - ميشيل دين كارنكروس (18) - ماريا ايلينا كولمينيرو سيلفا (19) - غلوريا لوبيز غونزاليس (22) - بليث ريغان هيريرا (31) - ماتاو هيريرا (11) - بولينا أكينو لوبيز (21) - مارغريتا باديلا (18) | - كلوديا بيريز (9) - خوسيه روبن لوزانو بيريز (19) - كارلوس رييس (8 أشهر) - جاكي لين رايت ريس (18) - فيكتور ماكسميليان ريفيرا (25) - أريسديلسي فولفاس فارغاس (31) - هوغو لويس فيلازكويز فاسكويز (45) - لورانس هيرمان فرسليس (62) |

قتلى خارج المطعم:
| - ديفيد فلوريس ديلجادو (11) - عمر ألونسو هرنانديز (11) | - ميغيل فيكتوريا أولوا (74) - عايدة فيلاسكيز فيكتوريا (69) |  |

جرحى ولم يقتلوا:
| - خوان أكوستا (33) - جون أرنولد (16) - أنتوني أتكينز (36) - استولفو سيوندو (26) - جوشوا كولمان (11) - غوادالوبي ديل ريو (24) - استولفو فيليكس (31) - كارليتا فيليكس (4 أشهر) - ماريسيلا فيليكس (23) - رونالد هيريرا (33) - البرتو ليوس (17) | - فرانسيسكو لوبيز (22) - أورورا بينيا (11) - إيميلدا بيريز (15) - ماريا ريفيرا (25) - ميريا ريفيرا (4) [19] - كيث توماس (12) - خوان توكانو (33) - كينيث فيليجاس (22) - كيث توماس (12) - خوان توكانو (33) - كينيث فيليجاس (22) |

 في الجوار، حاولت امرأتان الاختباء أسفل طاولة وهما غوادالوبي ديل ريو، 24 سنة، والتي كانت محمية من قبل صديقتها فارقاس، البالغة من العمر 31 عامًا. أصيب ديل ريو عدة مرات ولكنه لم يصب بأذى شديد، في حين أصيبت فارقاس بجروح من طلقة نارية واحدة في الجزء الخلفي من الرأس. توفيت متأثرة بجراحها في اليوم التالي، قتل هوبرتي مصرفي يبلغ من العمر 45 عامًا هوغو فيلاسكيز فاسكيز برصاصة في صدره.
في البداية تم إجراء مكالمات عديدة إلى خدمات الطوارئ وذلك عند الساعة 4:00 مساءً، على الرغم من أن المرسل قام بطريق الخطأ بتوجيه الضباط المستجيبين إلى مكدونالدز آخر على بعد ميلين (ثلاثة كيلومترات) من مطعم سان يسيدرو بوليفارد. وهذا يعني أن المطعم لم يغلق إلا بعد عدة دقائق، وأن التحذيرات الوحيدة حول مطلق النار أتت من المارة في الخارج في غضون ذلك. بعد وقت قصير من الساعة 4:00، توجهت سيدة شابة تدعى ليديا فلوريس إلى ساحة انتظار السيارات. وعند التوقف عند نافذة التقاط الطعام، لاحظت فلوريس النوافذ المحطمة وسمعت إطلاق النار، قبل أن «ينظر إلى هناك وكان هناك فقط يطلق النار». رجعت فلوريس بسيارتها للخلف حتى اصطدمت بالسور؛ واختفت مع ابنتها البالغة من العمر عامين حتى انتهى إطلاق النار.
ركب ثلاثة أولاد يبلغون من العمر 11 عامًا دراجاتهم في موقف السيارات الغربي لشراء السوندا. بسماعهم أحد الاشخاص من الجانب الآخر من الشارع يصيح شيئًا غير مفهوم، تردد كل ثلاثة، قبل أن يطلق هوبرتي النار على الأولاد الثلاثة ببندقيته والعوزي. سقط جوشوا كولمان على الأرض بجروح خطيرة في الظهر والذراع والساق. استذكر لاحقًا تطلعه نحو أصدقائه، عمر ألونسو هيرنانديز وديفيد فلوريس ديلجادو، مشيرًا إلى أن هرنانديز كان على الأرض مصابًا بعدة أعيرة نارية في ظهره وبدأ يتقيأ؛ تلقى ديلجادو عدة إصابات بطلقات نارية في رأسه. نجا كولمان؛ توفي هيرنانديز وديلجادو في المكان. لاحظ هوبرتي بعد ذلك زوجين مسنين، ميغيل فيكتوريا أولوا (74) وعايدة فيلازكويز فيكتوريا (69)، يمشيان نحو المدخل. عندما وصل ميغيل إلى فتح الباب أمام زوجته، فأطلق هوبرت بندقيته، وقتل عايدة بعيار ناري على وجهها وجرح ميغيل. أفاد أحد الناجين غير المصابين، أوسكار موندراجون، في وقت لاحق أنه شاهد ميغيل وهو يحدق بزوجته بين ذراعيه ويمسح دمها من وجهها. صرخ ميغيل لاعناً هوبرتي، الذي اقترب منه وقتله برصاصة في رأسه.
في حوالي الساعة 4:10 مساءً، توجه زوجان مكسيكيان، هما أستولفو ومارسيليا، باتجاه إحدى مناطق الخدمة في المطعم. بعد أن لاحظ أستولفو الزجاج المحطم، اعتقد في البداية أن أعمال التجديد كانت جارية وأن هوبرتي- وهو يتجه نحو السيارة - كان مصلحًا. أطلق هوبرتي بندقيته وعوزيه على الزوجين وابنتهما كارليتا البالغة من العمر أربعة أشهر، وأصاب ماريسيلا في وجهها وذراعيها وصدرها، وأفقد البصر عن عينيها وجعل إحدى يديها غير صالحة للاستعمال بشكل دائم. أصيب طفلها بجروح خطيرة في الرقبة والصدر والبطن. أصيب أستولفو في صدره ورأسه. عندما ابتعدت أستولفو ومارسيلا عن خط نار هوبرتي، أعطت ماريسيليا طفلها لزوجها. سلم أستولفو الطفل وهو يصرخ إلى امرأة شابة تدعى لوسيا فيلاسكو بينما انهارت زوجته تجاه سيارة. هرعت فيلاسكو بالرضيع إلى مستشفى قريب حيث ساعد زوجها أستولفو ومارسيلا في مبنى قريب. نجا جميع أفراد أسرة فيليكس الثلاثة.

### تدخل الشرطة
بعد حوالي 10 دقائق من إجراء المكالمة على الرقم 9-1-1، وصلت الشرطة إلى المطعم الصحيح. وفرضوا طوقًا على منطقة تمتد على بعد ست كتل من موقع إطلاق النار. أنشأت الشرطة مركز قيادة على بعد كتلتين من المطعم، ونشر 175 شرطيا في مواقع استراتيجية. (في غضون ساعة، انضم اليهم أعضاء فريق سوات، الذين كانوا قد شغلوا أيضًا مراكز في مطعم ماكدونالدز.)
قال العديد من الناجين في وقت لاحق إنهم رأوا هوبرتي يسير باتجاه عداد الخدمة وضبط راديو محمول، وربما للبحث عن تقارير الأخبار، قبل اختيار محطة الموسيقى والعودة إلى التصوير. بعد ذلك بوقت قصير، قام بتفتيش منطقة المطبخ، واكتشف ستة موظفين. فتح النار فقتل بولينا لوبيز البالغة من العمر 21 عامًا، إلسا بوربوا فييرو البالغة من العمر 19 عامًا، ومارغريتا باديلا البالغة من العمر 18 عامًا، وأصيب ألبرتو ليوس البالغ من العمر 17 عامًا بجروح خطيرة. مباشرة قبل أن يبدأ هوبرتي في إطلاق النار، حثت باديلا صديقتها وزميلتها، ويندي فلاناغان، البالغة من العمر 17 عامًا، على الجري، قبل أن يُطلق عليها النار. اختبأت فلاناغان، وأربعة موظفين آخرين وزيونة داخل غرفة مرافق في الطابق السفلي. انضم إليهم لاحقًا ليوس، الذي زحف إلى غرفة المرافق بعد إطلاق النار عليه عدة مرات.
عندما دخلت شاحنة إطفاء داخل النطاق، فتح هوبير النار عليها واخترق الرصاص السيارة مرارًا وتكرارًا، لكنه لم يصب أي ركاب. سمع هوبرتي مراهقًا مصابًا، خوسيه بيريز، 19 عامًا، يئن، فأطلق النار على رأسه؛ سقط الصبي ميتا في المقصورة. توفي بيريز إلى جانب صديقته وجارته، غلوريا غونزاليس، البالغة من العمر 22 عامًا، وتوفيت امرأة شابة تدعى ميشيل كارنكروس. في إحدى المراحل، لاحظت أورورا بينيا، التي أصيبت بجروح بجوار عمتها الميتة وابن عمها الرضيع وصديقين لها، هدوءًا في إطلاق النار. وفتحت عينيها، ورأت هوبرتي قريبا منها ويحدق في وجهها. أقسم وألقى كيسًا من البطاطس المقلية على وجهها، ثم استعاد بندقيته وأطلق عليها النار في الذراع والعنق والفك. نجت، على الرغم من أنها ستدخل المستشفى لفترة أطول من أي ناجٍ آخر. من حين لآخر، كان هوبرتي يقدم المبررات عند اطلاقه النار على ضحاياه.

بحلول هذا الوقت، أنشأت الشرطة مركز قيادة على بعد كتلتين من المطعم. في البداية، لم يعرفوا عدد الرماة الذين كانوا بداخلها، لأن هوبرتي كان يستخدم أسلحة نارية من عدة أنواع، ويطلق النار بسرعة. ونظرًا لأن معظم نوافذ المطعم قد تحطمت بسبب إطلاق النار، فإن انعكاسات شظايا الزجاج جعلت من الصعب على الشرطة رؤيته في الداخل. تم تخويل تشارلز «تشاك» فوستر، وهو قناص شرطة سوات، المتمركز على سطح مكتب البريد المجاور لماكدونالدز. لقتل مطلق النار إذا كان لديه رؤية واضحة.

### نهاية حاالدث
في الساعة 5:17 مساءً، حصل فوستر، الذي كان يجلس على سطح مكتب البريد، على منظر دون عوائق لهوبري من الرقبة إلى الأسفل لبضع ثوانٍ من خلال مشهده التلسكوبي المتصل ببندقيته؛ أطلق جولة واحدة من مسافة حوالي 35 ياردة (32 متر). دخلت الرصاصة صدر هوبرتي، وقطعت الشريان أسفل قلبه مباشرة، وخرجت من العمود الفقري، مخلفةً جرحًا يبلغ طوله بوصة واحدة وممتدًا للخلف على الأرض مباشرة أمام مكتب الخدمة، مما أدى إلى مقتله على الفور تقريبًا.
استمر هذا الحادث لمدة 77 دقيقة، وخلال ذلك الوقت أطلق هوبرتي ما لا يقل عن 245 طلقة من الذخيرة، مما أسفر عن مقتل 20 شخصًا وإصابة عدد أكبر آخر، توفي أحدهم في اليوم التالي. قتل 17 من الضحايا داخل المطعم وأربعة في المنطقة المجاورة مباشرة. لقد حاول العديد من الضحايا وقف نزيفهم بالمناديل، وغالبًا دون جدوى. من بين القتلى 13 توفوا متأثرين بجروحهم في أعيرة نارية، سبعة منهم بأعيرة نارية في الصدر، وضحية واحدة، كارلوس رييس، 8 أشهر، من رصاصة عيار 9 ملم إلى الخلف. كان الضحايا، الذين تراوحت أعمارهم بين ثمانية أشهر و 74 عامًا، في الغالب، وإن لم يكن حصريًا، من أصل مكسيكي أو أمريكي مكسيكي، مما يعكس التركيبة السكانية المحلية.
على الرغم من أن هوبرتي صرخ في بداية فورة إطلاق النار بأنه «قتل الآلاف» في تعليق يشير إلى أنه كان من قدامى المحاربين في حرب فيتنام، إلا أنه لم يخدم فعليًا في أي فرع عسكري. 127نص علوي

## مرتكب الجريمة
ولد جيمس أوليفر هوبرتي (11 أكتوبر 1942 - 18 يوليو 1984) في كانتون، أوهايو لإيرل الخامس وإيكيل هوبرتي. عندما كان في الثالثة من عمره، أصيب هوبرتي بشلل الأطفال، وعلى الرغم من تعافيه التدريجي، تسبب المرض له في صعوبات دائمة في المشي. في أوائل الخمسينيات، اشترى والده مزرعة في ولاية بنسلفانيا الأميش. رفضت والدته العيش في بلاد الأميش، وسرعان ما تخلت عن أسرتها للقيام بالوعظ على الرصيف من أجل منظمة المعمدانيين الجنوبيين.
في عام 1962، التحق هوبرتي بكلية مالون، حيث درس في البداية علم الاجتماع، قبل أن يختار الدراسة في معهد بيتسبيرغ للعلوم الجنائزية في بيتسبيرغ، بنسلفانيا. في عام 1965، تزوج من إتنا ماركلاند، الذي قابلها أثناء دراسته في كلية مالون. بعد فترة قصيرة من زواجه، حصل هوبرتي على رخصة التحنيط، وحصل على وظيفة في دار الجنائز في كانتون. لقد عمل في هذه المهنة لمدة عامين، قبل أن يختار أن يكون عامل لحام. بعد ذلك بوقت قصير، انتقل هو وزوجته إلى ماسيلون، أوهايو، حيث ولدت ابنتان زيليا وكاساندرا في عامي 1972 و1974 على التوالي. كان لدى هوبرتي تاريخ من العنف المنزلي، حيث قدمت إتنا تقريراً إلى إدارة خدمات الأطفال والأسرة في كانتون بأن زوجها «أفسد» فكها. وقالت إنها سوف تنتج أوراق التارو وتتظاهر بقراءة مستقبله لتهدئته والتقليل من نوبات العنف، وبالتالي إحداث تأثير مهدئ مؤقت.
اعتنق هوبرتي حركة البقاء على قيد الحياة، حيث يعتقد برؤية علامات تدهو الأوضاع في الولايات المتحدة، ويعتقد أن لوائح الحكومة هي السبب في الفشل التجاري، ويشمل ذلك فشله. وأعرب عن اعتقاده أن المصرفيين الدوليين كانوا يتلاعبون عن قصد بنظام الاحتياطي الفيدرالي وإفلاس الأمة. واقتناعا منه بأن العدوان السوفيتي كان في كل مكان، كان يعتقد أن المجتمع كان على وشك الانهيار، ربما من خلال الانهيار الاقتصادي أو الحرب النووية. لقد ألزم نفسه بالاستعداد للبقاء على قيد الحياة بعد هذا الانهيار المقبل، وأثناء وجوده في كانتون، زود منزله ما قيمته آلاف الدولارات من الطعام غير القابل للتلف وستة بنادق كان ينوي استخدامها للدفاع عن منزله خلال ما اعتقد أنه الفوضى القادمة. طبقًا لأحد معارف العائلة، يدعى جيم أصلانيس، فإن منزل هوبرتي كان مدججًا بالأسلحة النارية المحمولة لدرجة أنه حيثما كان هوبرتي جالسًا أو واقفًا، «كان بإمكانه الوصول إليه والحصول على سلاح». علاوة على ذلك، كان هوبرتي يتحدث بانتظام عن اعتقاده بأن «البلاد لم تكن تعامله بشكل صحيح؛ وأن كل شيء كان يجري ضد العمال».
في عام 1982، تم تسريح هوبيرتي من عمله في شركة لحام بابكوك ويلكوكس. ووفقا لزملاء العمل، أصبح هوبيرتي مستاء من وضعه المالي. يتذكر أحد زملاء العمل، «قال إنه إذا كانت هذه هي نهاية رزقه لعائلته، فسوف يصطحب الجميع معه. كان يتحدث دائمًا عن إطلاق النار على شخص ما.» واقتناعا منه بأن الرئيس رونالد ريغان وحكومة الولايات المتحدة كانوا يتآمرون ضده، تقدم هوبيرتي بطلب للحصول على الإقامة في المكسيك. أخبر معارفه أنه كان ينقل أسرته إلى منطقة تيخوانا بحثًا عن فرص عمل هناك. غادر ولاية أوهايو، حيث أحضر معه كميات كبيرة من البنادق والذخيرة وأطعمة البقاء على قيد الحياة.
عندما انتقل هوبرتي وعائلته من ولاية أوهايو إلى تيخوانا بالمكسيك، في أكتوبر 1983، لقد ترك جميع ممتلكات أسرته باستثناء الأشياء الأساسية، لكنه أكد على أنه جلب معه ترسانة سلاحه. وفقًا للتقارير المنشورة، فقد احتضنت زوجة وبنات هوبرتي ضواحيهم الجديدة وأصبحوا ودودين مع جيرانهم، على الرغم من أن هوبرتي - الذي كان يتحدث الإسبانية قليلاً - كان متعجرفًا. في غضون ثلاثة أشهر انتقل هوبرتيز إلى حي سان دييغو في سان يسيدرو، حيث استأجروا شقة من غرفتي نوم في شقق كوتونوود. في سان يسيدرو، تمكن هوبرتي من العثور على عمل كحارس أمن، وانتقلت العائلة إلى شقة على طريق أفريل، على بعد مبنى واحد فقط من مطعم ماكدونالدز، الذي اختاره هوبرتي موقعًا لفعلته في 18 يوليو. تم فصله من وظيفته في 10 يوليو قبل أسبوع واحد من إطلاق النار.

## آثار الحادثة
بسبب عدد الضحايا، اضطرت دور الجنازات المحلية إلى استخدام مركز سان يسيدرو المدني لعقد كل الاستيقاظ. الرعية المحلية، جبل الكنيسة الكرمل، الذي عقد ظهر إلى ظهر جنازة الجماهير لاستيعاب جميع القتلى.
في غضون يومين من إطلاق النار الجماعي، تم ترميم وتجديد مطعم جادة سان يسيدر. كان يُخطط لفتح العمل مرة أخرى على أمل أن يصبح المطعم «ماكدونالدز آخر»، كما علق أحد الموظفين. بعد المناقشة مع قادة المجتمع، تقرر عدم إعادة فتح المطعم. تم هدم المطعم الذي تم تجديده حديثًا في 28 يوليو. ماكدونالدز قررت في وقت لاحق ببناء مطعم آخر بالقرب من 727 شارع ويست سان يسيدرو. أعلنت ماكدونالدز أيضًا التزامها بالتبرع بمبلغ مليون دولار لصندوق البقائيين، مع جوان كروك، أرملة مؤسس ماكدونالدز راي كروك، إضافة مساهمة شخصية قدرها 100,000 دولار لهذا الصندوق.
بعد إغلاق المطعم، تبرعت ماكدونالدز بالأرض للمدينة، بشرط عدم إنشاء مطعم على الموقع. لأكثر من أربع سنوات، كانت هناك خطط بديلة لتحويل الموقع إلى حديقة تذكارية أو مزار للقتلى قيد الدراسة. تم بناء العديد من النصب التذكارية المؤقتة وهدمها. تم بيع الأرض في فبراير عام 1988 إلى كلية ساوث وسترن مقابل 136000 دولار، مع الاتفاق على تخصيص مساحة 300 قدم مربع أمام ملحق الحرم الجامعي الذي تنوي الكلية بناءه كذكرى دائمة للضحايا الـ 21 الذين ماتوا في مذبحة.
يتكون النصب التذكاري من 21 عمودًا رخاميًا أبيضًا سداسيًا يتراوح ارتفاعه بين قدم وستة أقدام، تحمل كل واحدة اسم أحد الضحايا. صممه روبرتو فالديس، وهو طالب سابق في كلية ساوثويستيرن، قال عن التمثال: «السداسيون البالغ عددها 21 شخصًا يمثلون كل شخص ماتوا، وهم مرتفعون مختلفون، ويمثلون مجموعة متنوعة من الأعمار والأعراق للأشخاص المعنيين. في المذبحة، يتم ربطهم معًا على أمل أن المجتمع، في مأساة كهذه، سوف يلتصق معًا كما فعلوا». كل ذكرى، تم تزيين النصب بالورود. في يوم عطلة المكسيك يوم الموتى، 1 نوفمبر، يتم إحضار الشموع والعروض نيابة عن الضحايا. يقع النصب في 460 شارع ويست سان يسيدرو.

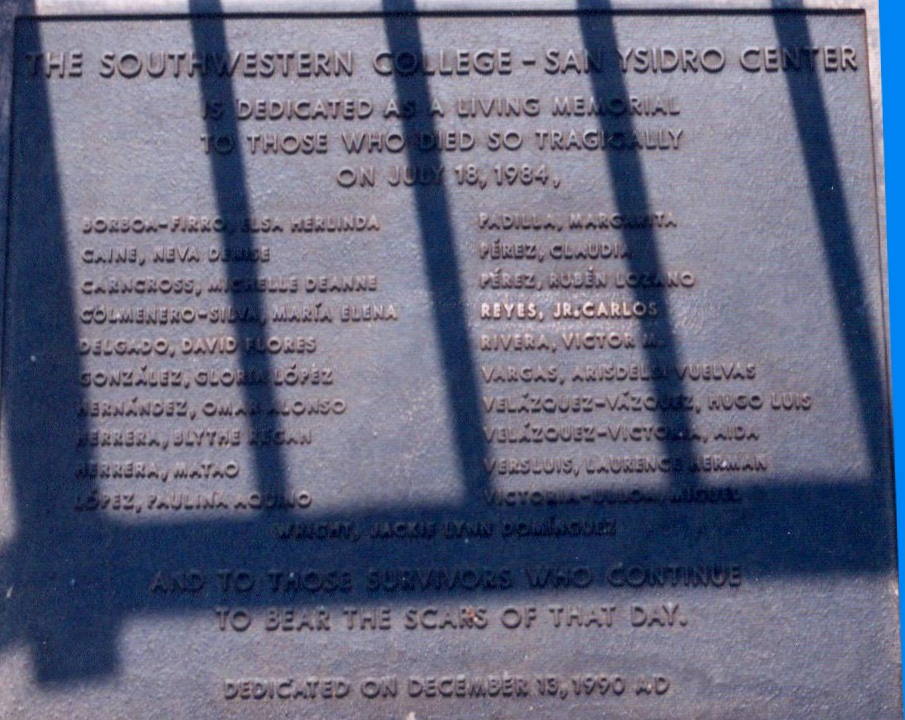
لوحة على النصب التذكاري للضحايا، منقوش عليها أسماء القتلى الـ 21

ونتيجة للمجزرة، زادت مدينة سان دييغو من تدريب الوحدات الخاصة، واشترت أسلحة نارية أكثر قوة لتجهيز الشرطة بشكل أفضل للتعامل مع مثل هذه السيناريوهات. وفقًا لأحد الضباط الذين اعترفوا بالشعور «بعدم كفاية» لأنه كان مجهزًا بمسدس عيار.38: «لقد حان الوقت حيث كان عليك أن تحصل على بدوام كامل، وملتزم ومتفاني، ومدرب جيدًا، جيد فريق مجهزة  ... قادر على الاستجابة بسرعة، في أي مكان في المدينة.»
أقام العديد من أفراد عائلات القتلى، إلى جانب الناجين من المذبحة، دعاوى قضائية ضد ماكدونالدز والامتياز المحلي في المحكمة العليا بكاليفورنيا، مقاطعة سان دييغو. وفي نهاية المطاف، قامت المحكمة بتوحيد هذه الدعاوى ثم فصلتها قبل المحاكمة بناءً على طلب دفاع للحكم بإجراءات موجزة ؛ وناشد المدعون. في 25 يوليو 1987، أكدت محكمة الاستئناف بكاليفورنيا الحكم بإجراءات موجزة للمدعى عليهم لأن (1) ماكدونالدز أو أي عمل آخر ليس عليه واجب حماية رواده من اعتداء غير متوقع من قبل رجل مجنون قاتل ؛ و (2) المدعين لم يتمكنوا من إثبات السببية لأن التدابير المعقولة القياسية المستخدمة عادة من قبل المطاعم لردع المجرمين، مثل الحراس وكاميرات التلفزيون الدائرة المغلقة، ربما لا يمكن أن يكون ردع الجاني، لأنه لم يهتم ببقائه.
في الأسابيع التي تلت المذبحة، بقيت زوجة وبنات هوبرتي مع صديق للعائلة. في خضم احتجاجات مرتجلة من بعض السكان، تلقت إتنا الدفعة الأولى من صندوق الناجين. في عام 1986، رفعت دعوى قضائية ضد ماكدونالدز وبابكوك ويلكوكس، صاحب العمل السابق لزوجها منذ فترة طويلة، في محكمة بولاية أوهايو مقابل 5 دولارات   مليون. زعمت الدعوى أن المذبحة نتجت عن سوء التغذية، وزوجها يعمل حول معادن سامة للغاية، مشيراً إلى أن الغلوتامات أحادية الصوديوم في غذاء ماكدونالدز، بالإضافة إلى المستويات العالية من الرصاص والكادميوم المكتشفة في جسم هوبرتي في تشريح جثته - معظمها من المحتمل تراكمها من أبخرة مستنشقة خلال 14 عامًا من اللحام في شركة Babcock & Wilcox - التي تسببت في أوهام وغضب لا يمكن السيطرة عليه. كشفت نتائج تشريح الجثة أنه لم يكن هناك أي مخدرات أو كحول في نظامه وقت القتل.
تم إحراق جثة هوبرتي في 23 يوليو 1984. وتم رماد جثته في ولاية أوهايو مسقط رأسه. انتقلت إيتنا هوبرتي وبناتها من سان يسيدرو إلى بلدة سبرينغ فالي القريبة، حيث التحق بناتها في المدرسة تحت أسماء مفترضة. توفي إيتنا بسرطان الثدي في عام 2003.
أصبح الناجي البرتو ليوس ضابط شرطة. خدم في العديد من أقسام الشرطة في ساوث باي، وانضم في نهاية المطاف إلى قسم شرطة سان دييغو.

## روابط خارجية
- ناجي من مذبحة يعيش حلمه في أن يصبح ضابط شرطة في سان دييغو.
- جيمس نسخة محفوظة 19 فبراير 2015 على موقع واي باك مشين. هوبرتي في CrimeLibrary.com
- لوبيز ضد ماكدونالدز كورب: تفاصيل دعوى الناجين وأفراد الأسرة لعام 1987 ضد ماكدونالدز
- نسخة من مقابلة مع الناجي البرتو ليوس
- مجموعة من المقالات الإخبارية المتعلقة بمذبحة سان يسيدرو ماكدونالدز المطبوعة في سان دييغو يونيون تريبيون
- 2009 مقال إخباري يفصل الذكرى الخامسة والعشرين للمذبحة
- McDonald's Memorial على موقع فايند أغريف